# Jean-Claude Marcourt
Jean Claude Marcourt (Awans, 16 ottobre 1956) è un politico belga, ex viceministro presidente e ministro del governo vallone e viceministro presidente e ministro dell'istruzione superiore del governo della Comunità francofona. È membro del Partito Socialista francofono belga (PS)
Il 13 settembre 2019 assume l'ufficio di presidente del Parlamento vallone.

## Biografia
Marcourt è avvocato e anche massone.
È diventato attivo nel dipartimento PS dell'arrondissement di Liegi ed è finito come esperto nel gabinetto del ministro Willy Claes (1988-1992) nel 1988. Successivamente, dal 1992 al 1994, è stato capo di gabinetto di Guy Mathot.
Nel 2004 è diventato ministro dell'economia e dell'occupazione nel governo vallone. Nel 2005 ha assunto le competenze per il commercio estero e nel 2007 per il patrimonio. Nel 2006, è diventato successivamente consigliere comunale di Liegi, dove è presidente del gruppo PS a partire dal 2012.
Nel 2009 Marcourt è stato eletto deputato al Parlamento europeo. Tuttavia, non rimase lì a lungo perché divenne viceministro presidente nel governo vallone e nel governo della comunità francofona. Dal 2009 al 2014 è stato ministro dell'economia, delle piccole e medie imprese, del commercio estero e delle nuove tecnologie nel governo vallone e ministro dell'istruzione superiore nel governo della Comunità francofona.
Nel 2014 è stato eletto al Parlamento vallone e al Parlamento della Comunità francofona nell'Arrondissement di Liegi con circa 38.000 voti di preferenza. Dopo le elezioni, è diventato nuovamente viceministro presidente del governo vallone e del governo della Comunità francofona. È stato inoltre ministro dell'economia, dell'industria, dell'innovazione e della digitalizzazione nel governo vallone e ministro dell'istruzione superiore, dei media e della ricerca nel governo della Comunità francofona. Nel luglio 2017, ha perso le sue responsabilità nel governo vallone dopo un cambio di coalizione. Dopo il licenziamento di Isabelle Simonis, nel dicembre 2018 gli è stata anche trasferita la responsabilità dell'educazione alla promozione sociale nel governo della Comunità francofona. È rimasto ministro della Comunità francofona fino al settembre 2019.
Alle elezioni del maggio 2019, è stato rieletto al Parlamento vallone, con quasi 29.000 voti di preferenza. Dopo la fine del suo mandato di ministro, Marcourt è diventato presidente del Parlamento vallone nel settembre 2019.